# Permomerope natalensis
Permomerope natalensis is een fossiele soort schietmot uit de familie Protomeropidae.